# Joseph Hermans
Joseph Hermans (n. 27 aprilie 1890, Ekeren⁠(d), Flandra, Belgia – d. 1925) a fost un arcaș ce a reprezentat Belgia, medaliat olimpic. A participat la o ediție a Jocurilor Olimpice (1920) în care a câștigat două medalii de aur și o medalie de bronz.